# Maylia Acuña
Maylia Acuña Corrales (...) è un'ex schermitrice cubana.

## Palmarès
In carriera ha conseguito i seguenti risultati:
- Giochi Panamericani:

L'Avana 1991: argento nel fioretto a squadre.